# Трамплинг
Трамплинг (англ. trampling, букв. «вытаптывание») — сексуальная практика, которая заключается в том, что партнёр или несколько партнёров (верхние) ходят, стоят, прыгают или танцуют на теле другого (нижнего).

## Характеристика
Эротико-эстетическая практика, тесно переплетающаяся с БДСМ и фут-фетишем.
В контексте БДСМ тут присутствует чёткое разделение ролей (верх, или доминирующий партнер, и низ — подчиняющийся). Верх может находиться на теле нижнего босиком, не нанося повреждений (мягкий трамплинг), или в обуви (как правило, острые каблуки), тем самым оставляя раны на теле нижнего и причиняя боль (жёсткий трамплинг).
Выделяют следующие виды трамплинга:
- Multitrampling — когда на одном партнёре присутствует два или более человека.
- Face Standing — стояние на лице.
- CBT (Cock and Ball Torture) — топтание гениталий.

## Трамплинг и здоровье
В некоторых случаях трамплинг может угрожать здоровью и жизни, если нарушает принципы безопасности, разумности, добровольности.